# Per Sångberg
Per Sångberg, född 1958 i Västerås, är en svensk målare. 
Sångberg har studerat medicin och teologi vid Uppsala universitet och konst vid Pernbys målarskola i Stockholm. Per Sångberg har ställt ut i ett 30-tal separat- och samlingsutställningar sedan slutet av 1980-talet och är representerad i både kommuner, landsting och företag. Han har tilldelats Uppsala kommuns Kulturstipendium 2002 och 2005. Medlem i KRO.
Per Sångberg beskrivs som en utpräglad kolorist med ett fritt och otvunget förhållningssätt till färgen, med finurliga, underfundiga och humoristiska bilder av natur - och litet övernatur.